# Ролодекс

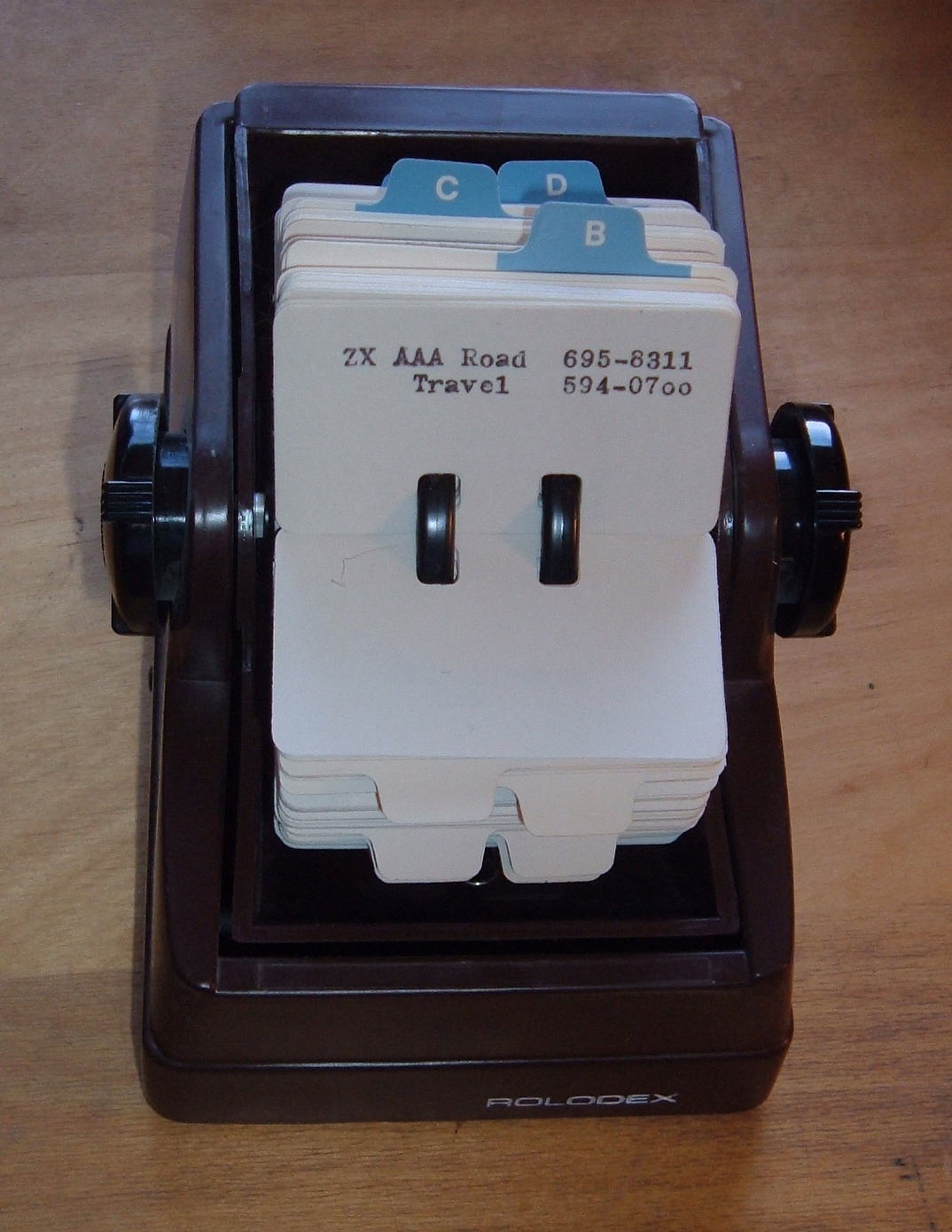
Rolodex 1970-х годов

Ролодекс (англ. Rolodex, от rolling и index — вращающийся индекс) — это вращающийся каталог с проиндексированными карточками, используемыми для хранения контактной информации по человеку или компании на отдельной карточке специального формата. Имеется практика изготовления визитных карточек в виде ролодекс-карточек.
Rolodex изобретён Arnold Neustadter и Hildaur Neilson в 1956 году и вышел на рынок в 1958 году, был улучшенной версией более ранней конструкции, называвшейся Wheeldex. Neustadter и его фирма Zephyr American изобрели, создали и продавали также Autodex — электронную систему управления телефонным справочником, который автоматически открывается для выбранной буквы, Swivodex — чернильницу-непроливайку, Punchodex — дырокол для пробивки отверстий в бумаге, и Clipodex — вспомогательное устройство, которое размещалось на колене стенографистки. Memex — концептуальный предшественник гипертекста, позаимствовавший у предыдущих изобретений суффикс «ex» для названия.
Впоследствии название rolodex стало обобщённым для любого подобного персонального органайзера, а также используется как общий термин для описания накопленных бизнес-контактов.

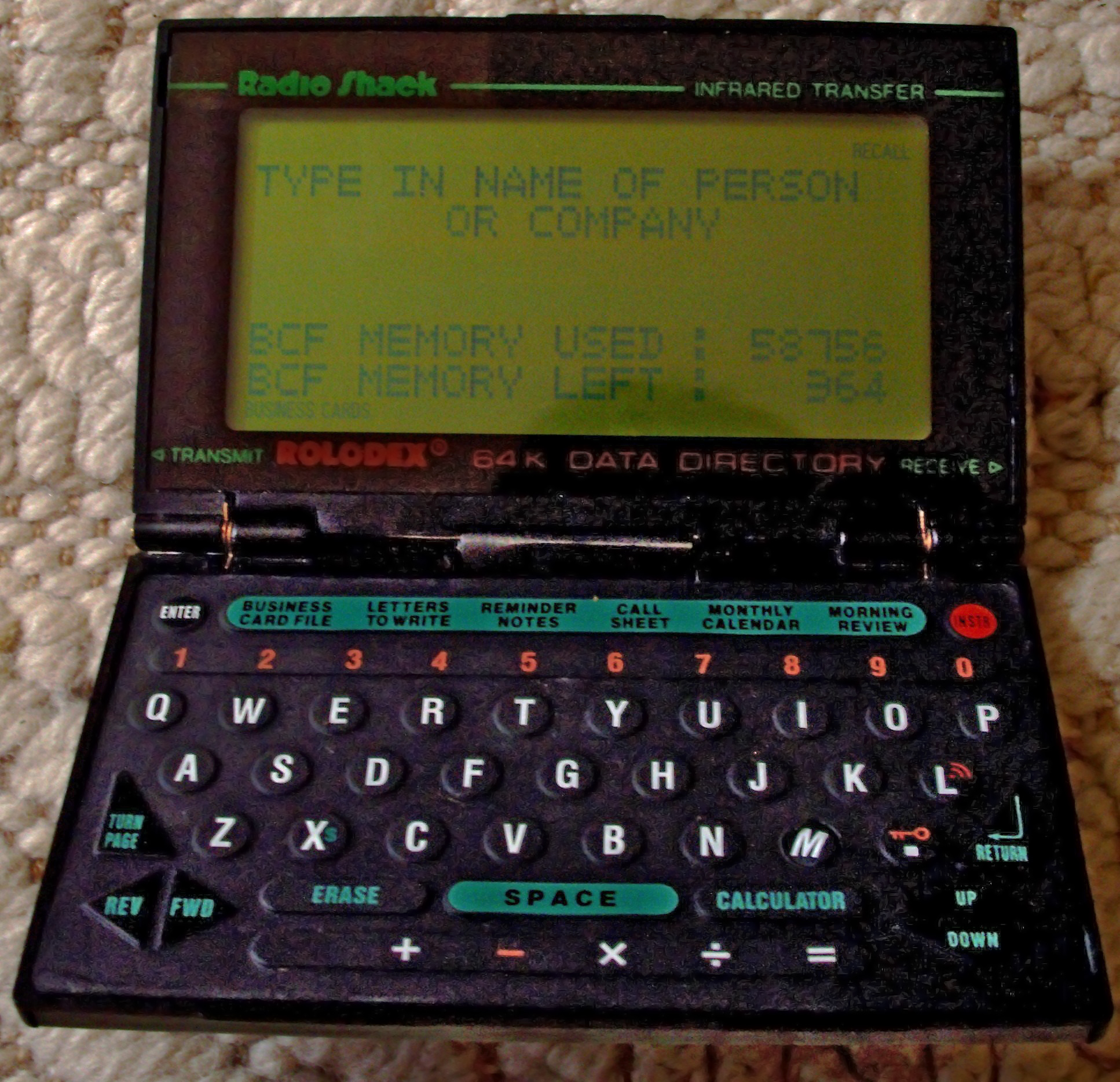
Radio Shack Rolodex Pocket Data Directory — современный каталог

## Список литературы
1. ↑  Patent application and drawings. Дата обращения: 10 марта 2011. Архивировано 3 октября 2012 года.
2. ↑  Fascinating facts about the invention of Rolodex by Hildaur Neilsen in 1954. Дата обращения: 10 марта 2011. Архивировано из оригинала 17 декабря 2010 года.
3. ↑  History of the Rolodex — Arnold Neustadter owned and Hildaur Neilson invented the Rolodex. Дата обращения: 10 марта 2011. Архивировано из [inventors.about.com/od/rstartinventions/a/Rolodex.htm оригинала] 7 ноября 2008 года.